# Роппонґі
Роппонґі (яп. 六本木, «шість дерев») — квартал спеціального району Мінато у Токіо, Японія. Відомий як бізнес-центр та центр нічного життя. Тут розташовано багато посольств. Квартал знаходиться в південній частині кільця лінії Яманоте, на південь від Акасаки та на північ від Адзабу.

## Історія
Назва кварталу буквально означає «шість дерев», вона з'явилася близько 1660-х років. Дерева — шість великих і старих дзелькв — позначали квартал. Перші три були зрубані, а інші знищені під час Другої світової війни. За іншою легендою, «роппонґі» — це шість дайме, які жили неподалік у період Едо, кожнен з них мав у своєму імені ієрогліф «дерево», або вид дерева.
До реставрації Мейдзі Роппонґі був малозаселеним кварталом, проте тут завжди вирувало життя. 1626 року в Роппонґі було кремовано дружину сьогуна Токугава Хидетади.
1890 року третя гвардія Імператорської армії Японії була переведена поблизу Роппонґі (сьогодні там розташоване тихоокеанське бюро газети Stars and Stripes). Присутність великої кількості військовиків сприяла зростанню нічних клубів. Проте 1923 року, під час Великого землетрусу Канто район зрівняло з земле3. З 1878 до 1947 рік Роппонґі належав до кварталу Адзабу.

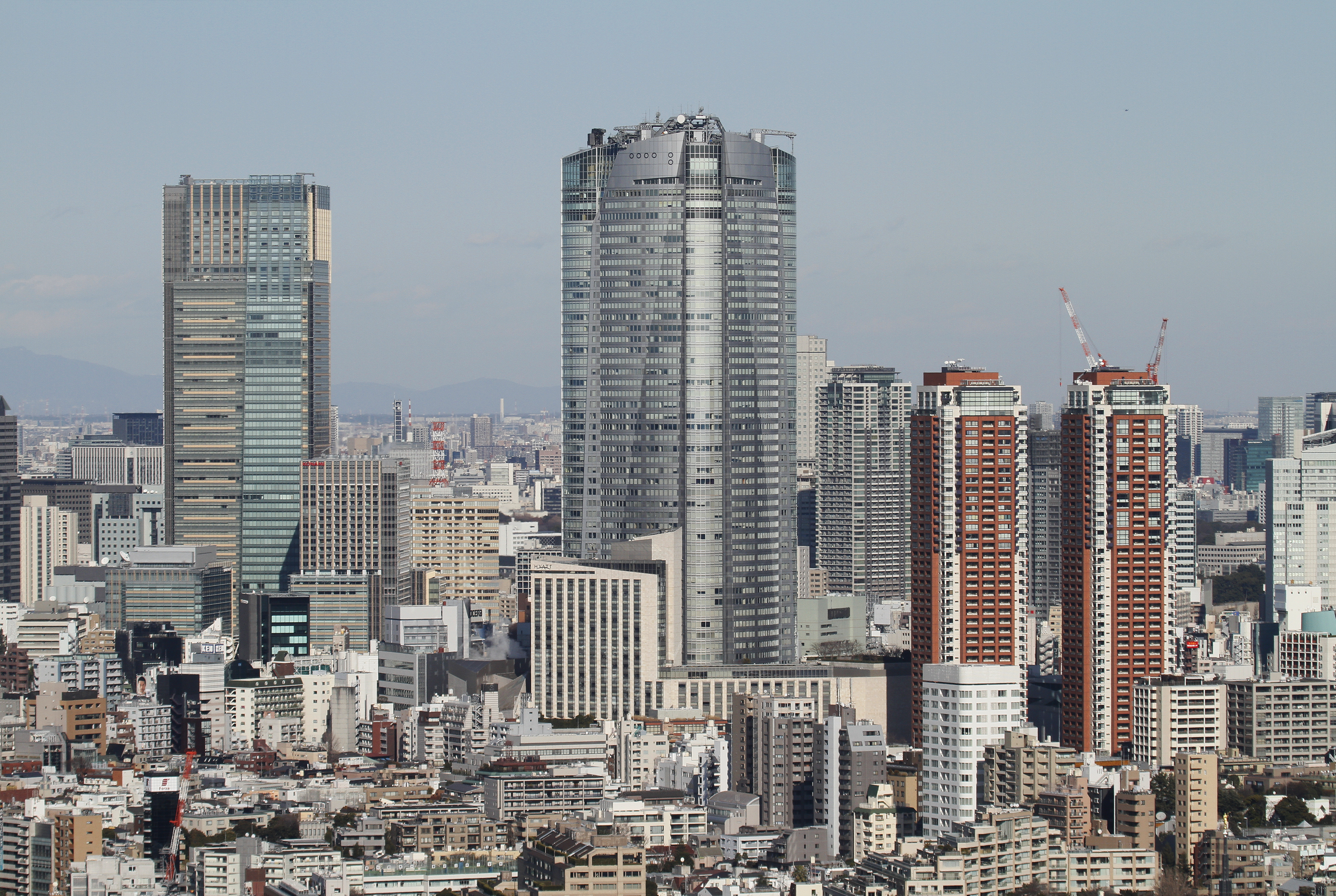
Будівлі Roppongi Hills та вежа Tokyo Midtown (ліворуч).

Після Другої світової війни, під час якої Роппонґі знову був цілковито знищений, цього разу внаслідок бомбардувань військово-повітряних сил США та Союзників, які після капітуляції Японії зайняли у цьому кварталі декілька будинків. Звідси бере початок репутація Роппонґі, як кварталу гайкокудзинів. Неподалік від американських військових об'єктів з'явилися бари, ресторани, нічні клуби та публічні будинки, які відвідували як солдати, так і японці.
З 1960-х років Роппонґі починає залучати відвідувачів своєю диско-сценою, проте під час рецесії після обвалу ринку 1989 року багато клубів закрилися.
Роппонґі знову став швидко розвиватися в 2002—2003 роках, коли було побудовано багатоповерхові комплекси Izumi Garden Tower та Roppongi Hills. Завдяки їм Роппонґі став перетворюватися в бізнес-центр японської столиці. Тенденцію продовжили вежа Tokyo Midtown та готель Ritz-Carlton.

## Нічне життя
В Роппонґі розташована величезна кількість барів, нічних клубів, стрип-клубів, ресторанів, клубів з хостес, кабаре та інші розважальні заклади. У Роппонґі охоче оселяються або полюбляють відвідувати іноземні фахівці, студенти, бізнесмени, а також американські військові в час, вільний від служби.
Клуби Роппонґі бувають будь-яких розмірів, причому деякі великі заклади, пов'язані з якудза, часом закриваються за рішенням влади. Також в кварталі знаходиться кілька клубів, де виступають іноземні виконавці.

## Злочинність

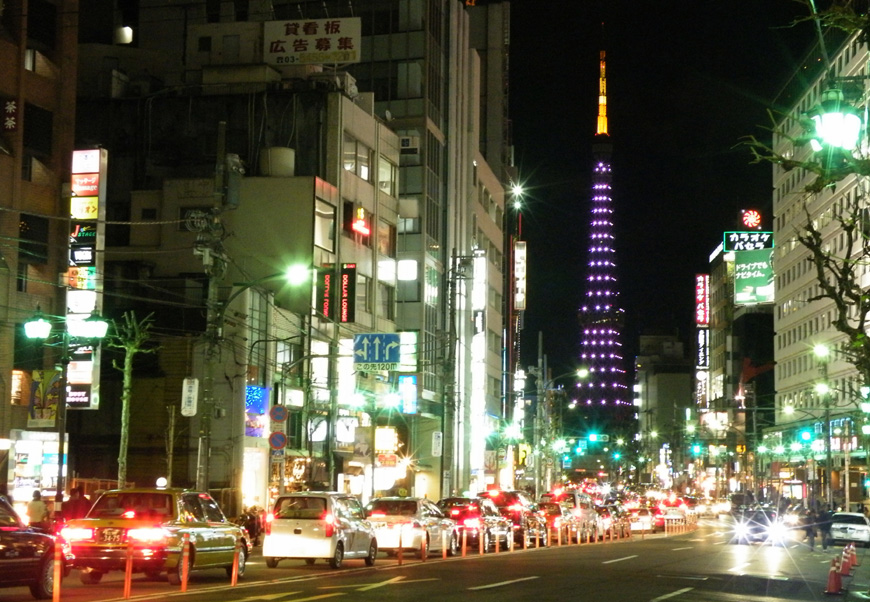
Роппонґі вночі

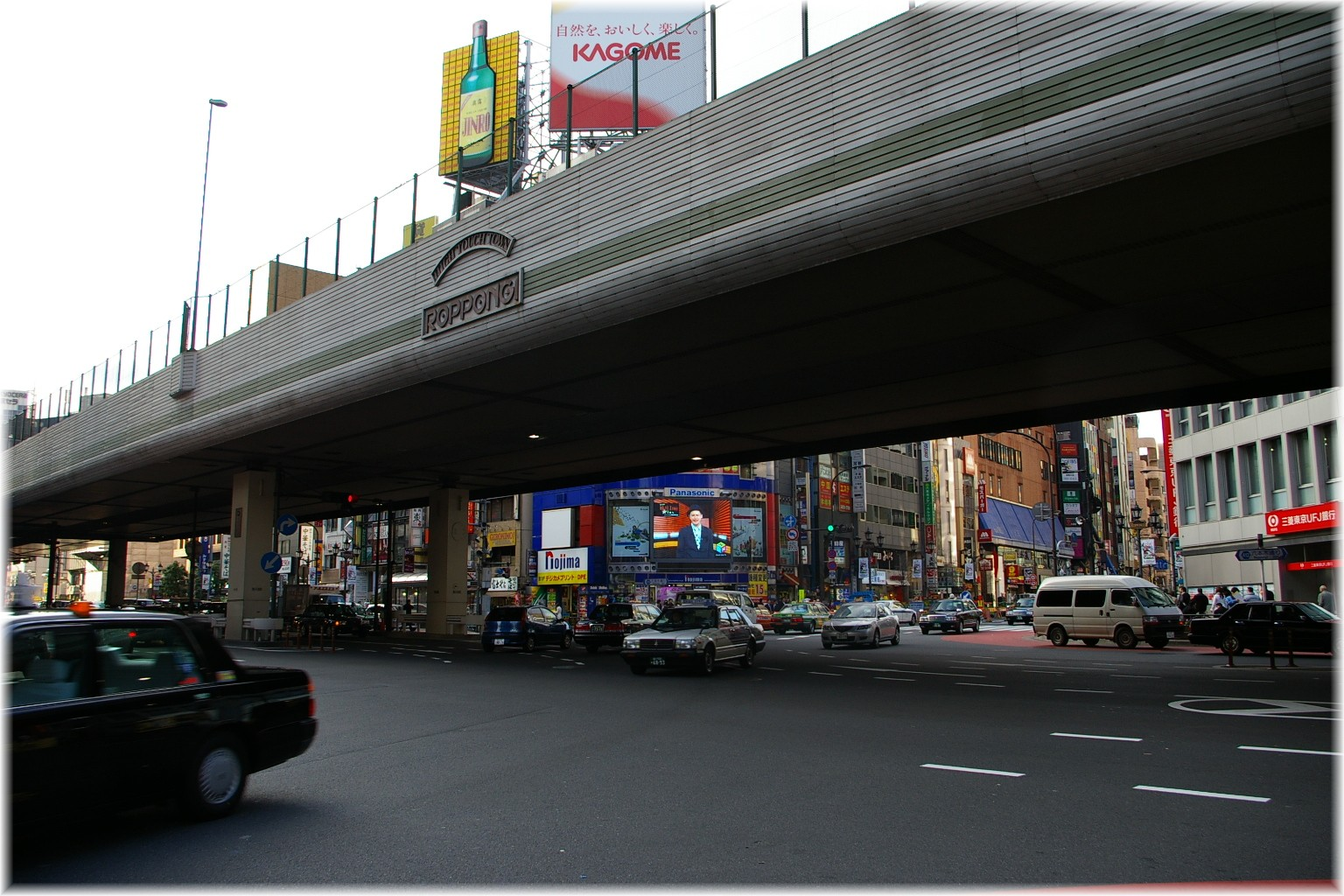
Перехрестя

У Роппонґі в минулому була погана слава кварталу з великою кількістю якудза, як клієнтів, так і власників або рекетирів бізнесу. Незважаючи на те, що їхній вплив у Роппонґі все ще відчувається, активність представників злочинного світу тут значно зменшилася.
2006 року нігерійські іммігранти почали відкривати в Роппонїі бари й нічні клуби, супроводжуючи відкриття агресивною рекламою. У 2009 і 2010 роках мала місце серія пограбувань попередньо підпоєних відвідувачів «нігерійських» барів, в результаті чого посольство США стало застерігати своїх громадян від відвідування деяких барів Роппонґі. Розслідування газети «Japan Times» в липні показало, що хоча споювання клієнтів справді мало місце, зазвичай ніяких злочинних цілей воно не мало, подібні претензії висували клієнти не-«нігерійських» барів, де власники змішували напої зі спиртом для збільшення прибутку.

## Економіка

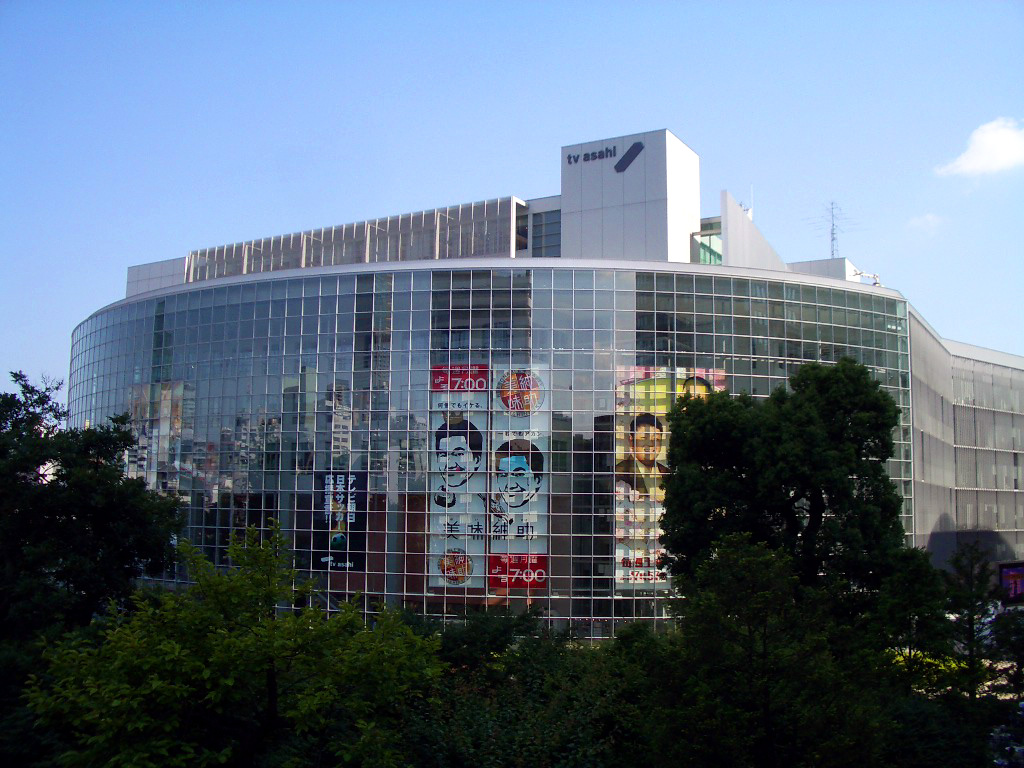
Штаб-квартира TV Asahi

В Роппонґі, у Вежі Морі розташовані головні офіси Mori Building Company (яп. 森ビル株式会社, морі біру кабусікі-ґайся) The Pokémon Company.
Крім того, в Роппонґі знаходяться:
- Anderson Mori & Tomotsune — одна з «Великої четвірки юридичних фірм»;
- Ferrari Japan
- Genco — аніме-студія
- Yahoo! Japan
- Google Japan[13]
- TV Asahi

Декілька міжнародних компаній також мають офіси в Роппонґі, серед них банки Credit Suisse, Goldman Sachs, State Street Corporation, виробник Gorilla glass Corning Incorporated, а також юридичні фірми Allen & Overy, Davis Polk & Wardwell, Orrick, Herrington & Sutcliffe та Skadden, Arps, Slate, Meagher & Flom.
У грудні 1983 року штаб-квартира Bandai Visual переїхала до Роппонґі, але в травні 1985 перемістилася до Сібуї.

## Залізничні станції
- Роппонґі (лінія Хібія (H-04) та лінія Оэдо) (E-23);
- Роппонґі-Іттеме (лінія Намбоку) (N-06);
- Ноґідзака (лінія Тійода).

## Освіта
У кварталі знаходяться державні початкові та середні школи, підпорядковані Освітньому управлінню Мінато. Школи вищого ступеню підпорядковані Токійському освітньому управлінню.

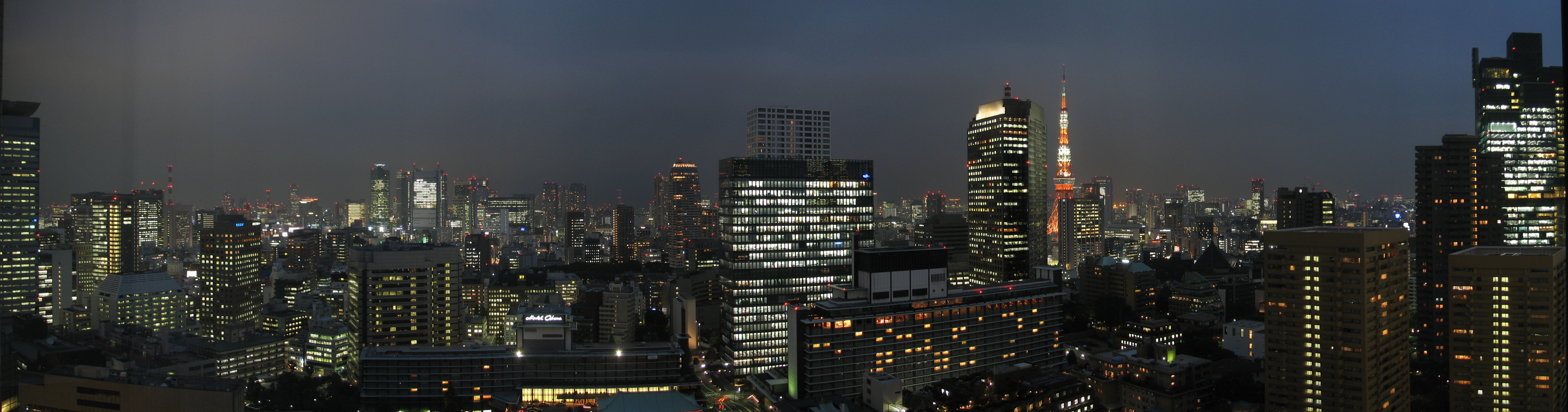
Вид з готелю ANA на квартал Роппонґі та прилеглі квартали Токіо